# Shine more
『shine more』（シャイン・モア）は、日本の女性歌手、安室奈美恵の単独名義では23枚目のシングル。

## 解説
前作『Wishing On The Same Star』から半年での発売となる2003年第1弾シングル。「shine more」は自身出演のマンダム『LUCIDO-L プリズムマジックヘアカラー』のCMソング。ただし、CMで流れたバージョンとは多少アレンジが異なる。
カップリング曲「Drive」は、前作のカップリング曲「Did U」に引き続き4作連続で自身が作詞。こちらはアルバム未収録となっているため、このシングルのみの収録。
SUITE CHICでの活動を経て、本作からR&B/Hip-Hop路線へ転向。楽曲について「SUITE CHICでやりたいことをやりつくしたアルバムを出して、そのいい流れで出せた」とコメントしている。
アーティストは不明だが、『ヴェロニカ・マーズ<セカンド･シーズン>』12話「ひき逃げ事件を暴け」の、26:36頃からカバーを聴くことができる。

## 収録曲
1. shine more
作詞：H.U.B.
作曲：Paul Taylor, Scott Nickoley, Sandra Pires
編曲：Cobra E
2. Drive
作詞：Namie Amuro
作曲：Cherokee, Brion James, Anthony Nance
編曲：Janey Jaz, Cobra E
3. shine more (Instrumental)
4. Drive (Instrumental)

## 楽曲の収録作品
- shine more
  - 6thアルバム『STYLE』
  - ベスト・アルバム『BEST FICTION』
  - DVD『FILMOGRAPHY 2001-2005』